# (2284) San Juan
(2284) San Juan es un asteroide perteneciente al cinturón de asteroides, descubierto el 10 de octubre de 1974 por el equipo del Observatorio Félix Aguilar desde el Complejo Astronómico El Leoncito, San Juan, Argentina.

## Designación y nombre
Designado provisionalmente como 1974 TG1. Fue nombrado San Juan en homenaje a la provincia "San Juan" de Argentina.